# Burg Sinsheim
Die Burg Sinsheim ist eine abgegangene Burg in der Burggasse im Südwesten der Altstadt von Sinsheim im Rhein-Neckar-Kreis in Baden-Württemberg.
Die Burg, deren Entstehungszeit nicht bekannt ist, befand sich in der Südwestecke der ehemaligen Stadtmauer. Die Burg ist seit dem 13. Jahrhundert verfallen und wurde 1688 zerstört. Im 18. Jahrhundert soll noch ein Burgrest vorhanden gewesen sein. Ehemalige Besitzer der Burg waren Elsenzgaugrafen. Von der ehemaligen Burganlage ist nichts mehr erhalten, aber archäologische Funde einer kleinen Burganlage des 13. bis 15. Jahrhunderts und Spuren der vorhergehenden Besiedlung ab etwa 1200 wurden in eine Gestaltung des Areals als öffentlicher Freiraum einbezogen.
Auf einem Merianstich ist noch ein Turm der Burg überliefert.